# Pratt & Whitney R-1830 Twin Wasp
Pratt & Whitney R-1830 Twin Wasp — американский поршневой двухрядный звездообразный 14-цилиндровый авиадвигатель воздушного охлаждения, выпускавшийся начиная с 1932 года.  Цифра 1830 в наименовании означает рабочий объём в кубических дюймах.

## История
В 1929 году компания Pratt & Whitney приступила к разработке двухрядных моторов. Тремя годам позже был начат серийный выпуск модели R-1830. Диаметр его цилиндров и рабочий ход поршня составляли 5,5 дюйма (140 мм).
Этот двигатель применялся в качестве силовой установки наиболее массово выпускавшегося четырёхмоторного тяжёлого бомбардировщика Consolidated B-24 Liberator и двухмоторного транспортного Douglas DC-3, двух самых массовых самолётов. Всего было выпущено 173 618 экземпляров R-1830, что, в свою очередь, делает его самым массовым авиационным двигателем в истории.

### В других странах
R-1830 должен был производиться по лицензии во Франции по результатом подписанного в 1937 году Пьером Котом соглашения, но, вплоть до поражения страны в ходе кампании 1940 года, к выпуску так и не приступили.
Швеция получала Twin Wasp вместе с импортируемыми истребителями Северского (имевшими в местных ВВС обозначение J 9); также в начале 40-х у компании Vultee были заказаны 144 Vultee P-66 Vanguard (J 10), которые не поставлялись из-за объявленного эмбарго. Кроме того, намечались закупки R-1830-SC3-G (TWC-3) для будущих самолётов шведской постройки, таких как Saab P8 и P9. С началом действия эмбарго, компании Svenska Flygmotor AB (ныне Volvo Aero) было поручено скопировать двигатель TWC-3 без покупки лицензии, так как стране не хватало военной техники и моторов к ней. Для снятия копии были использованы двигатели, проходившие испытания в Швеции, в том числе с J9. В ходе разработки, в конструкцию пришлось внести несколько сотен изменений, и в итоге копия оказалась лучше оригинала. В 1943 году SFA получила заказ от ВВС на 567 двигателей. Поскольку получившийся образец отличался от оригинала, он был назван STWC-3, («S» — Sverige, Швеция).
STWC-3 устанавливался на B17A, B18A и J22 ВВС Швеции, а также применялся на финских VL Myrsky I - II. В конце войны для увеличения мощности его пытались переделать под 100-октановое топливо, при использовании которого двигатель мог выдавать до 1200 л. с. Модифицированный вариант планировалось использовать на пассажирском Saab 90 Scandia, но к тому моменту двигатель уже устарел.

### Развитие конструкции
Усовершенствованная версия, R-2000, производилась с 1942 года. Диаметр его цилиндров был увеличен до 5,75 дюйма (146 мм), также имелся ряд других незначительных изменений, направленных на экономию топлива и обеспечение его работы при более высоких мощностях на низкооктановом бензине. Этот двигатель преимущественно использовался на четырёхмоторном Douglas DC-4.
В настоящее время отдельные экземпляры R-1830 всё ещё используются на сохранившихся Douglas DC-3 и различных музейных самолётах, используемых в авиашоу. Хотя его выпуск прекращён, существует обширный рынок подержанных двигателей и запчастей к ним.

## Модификации
- R-1830-1: 800 л. с. (597 кВт)

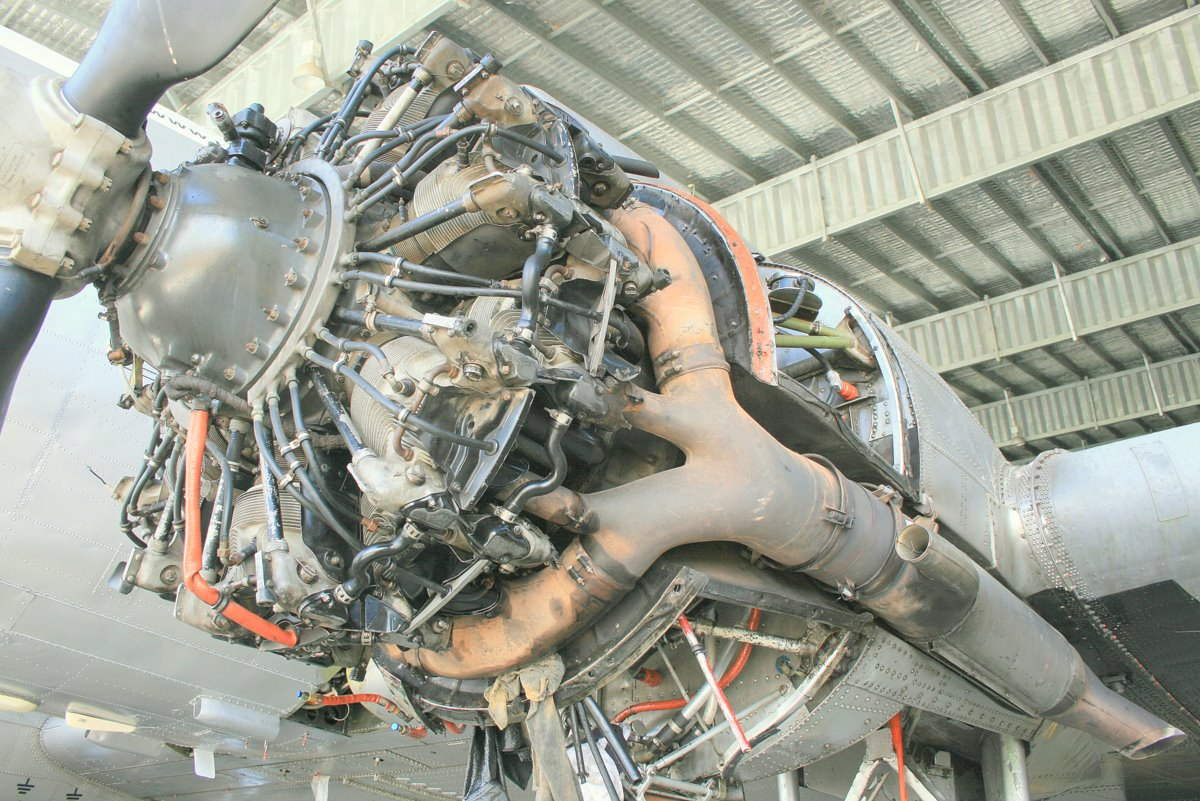
R-1830 на Douglas C-47

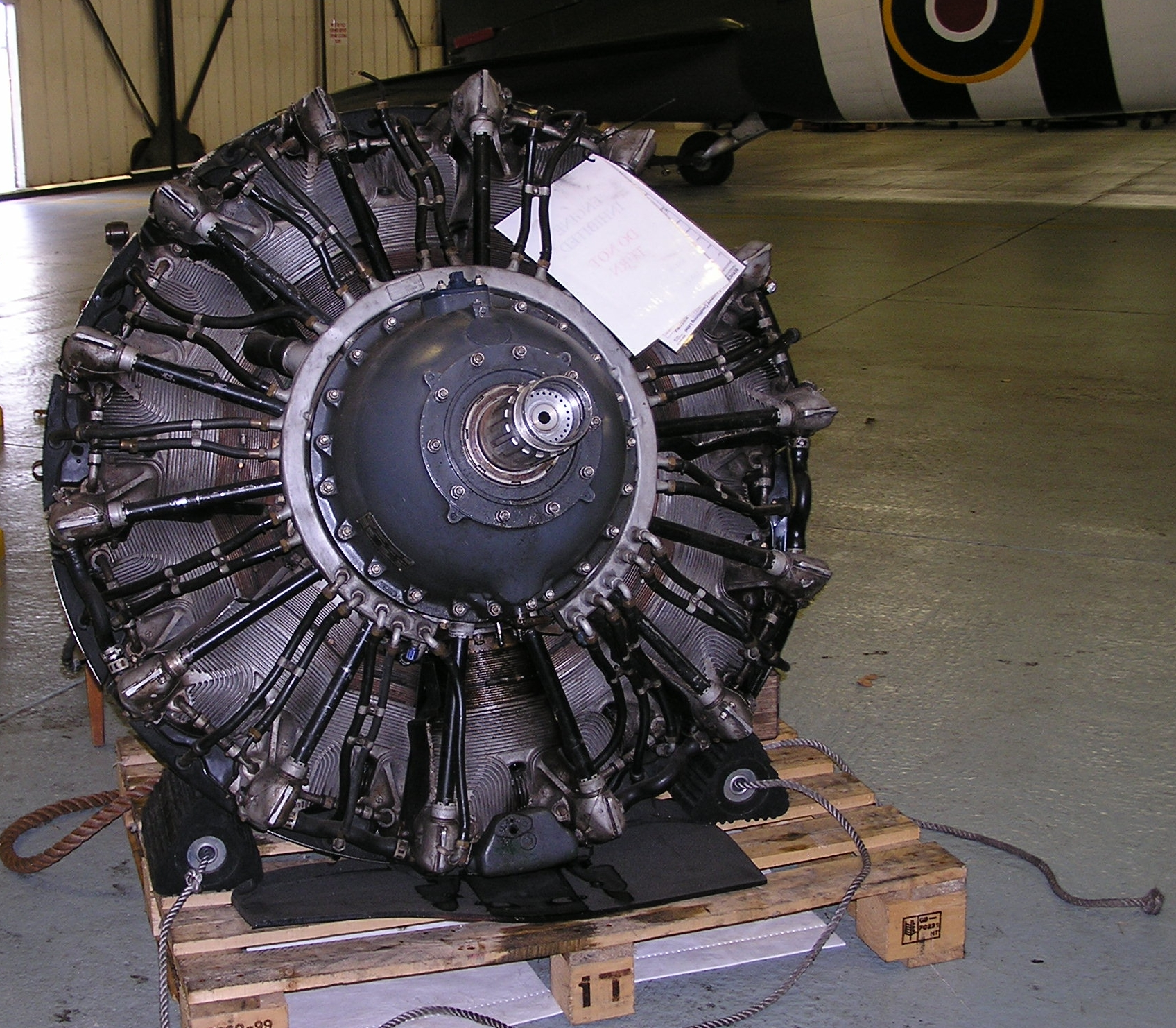
Twin Wasp, снятый для обслуживания с принадлежавшего Королевским ВВС "Дугласа"

- R-1830-9: 850 л. с. (634 кВт), 950 л. с. (708 кВт)
- R-1830-11: 800 л. с. (597 кВт)
- R-1830-13: 900 л. с. (671 кВт), 950 л. с. (708 кВт), 1 050 л. с. (783 кВт)
- R-1830-17: 1 200 л. с. (895 кВт)
- R-1830-21: 1 200 л. с. (895 кВт)
- R-1830-25: 1 100 л. с. (820 кВт)
- R-1830-33: 1 200 л. с. (895 кВт)
- R-1830-35: 1 200 л. с. (895 кВт), с турбонагнетателем GE B-2 Twincharger
- R-1830-41: 1 200 л. с. (895 кВт), с турбонагнетателем GE B-2 Twincharger
- R-1830-43: 1 200 л. с. (895 кВт)
- R-1830-45: 1 050 л. с. (783 кВт)
- R-1830-49: 1 200 л. с. (895 кВт)
- R-1830-64: 850 л. с. (634 кВт), 900 л. с. (671 кВт)
- R-1830-65: 1 200 л. с. (895 кВт)
- R-1830-66: 1 000 л. с. (746 kW), 1 050 л. с. (783 кВт), 1 200 л. с. (895 кВт)
- R-1830-72: 1 050 л. с. (783 кВт)
- R-1830-75: 1 350 л. с. (1,007 кВт)
- R-1830-76: 1 200 л. с. (895 кВт)
- R-1830-82: 1 200 л. с. (895 кВт)
- R-1830-86: 1 200 л. с. (895 кВт)
- R-1830-88: 1 200 л. с. (895 кВт)
- R-1830-90: 1 200 л. с. (895 кВт)
- R-1830-90-B: 1 200 л. с. (895 кВт)
- R-1830-92: 1 200 л. с. (895 кВт)
- R-1830-94: 1 350 л. с. (1,007 кВт)
- R-1830-S1C3-G: 1 050 л. с. (783 кВт), 1 200 л. с. (895 кВт)
- R-1830-S3C4: 1 200 л. с. (895 кВт)
- R-1830-S3C4-G: 1 200 л. с. (895 кВт)
- R-1830-S6C3-G: 1 100 л. с. (820 кВт)
- R-1830-SC-G: 900 л. с. (671 кВт)
- R-1830-SC2-G: 900 л. с. (671 кВт), 1 050 л. с. (783 кВт)
- R-1830-SC3-G: 1 065 л. с. (749 кВт) — копия двигателя выпускалась без лицензии в Швеции компанией SFA (Svenska Flygmotor AB) под маркой STWC-3G для J 22, B 17 и B 18.

## Применение
| США - Boeing XB-15 - Budd RB Conestoga - Consolidated B-24 Liberator - Consolidated PBY Catalina - Consolidated PB2Y Coronado - Consolidated PB4Y-2 Privateer - Curtiss P-36 Hawk - Douglas C-47 Skytrain - Douglas DC-3 - Douglas DB-7 (первые образцы) - Douglas TBD Devastator - Grumman F4F Wildcat - Laird-Turner Meteor LTR-14 - Lockheed Model 18 Lodestar - Martin Maryland | - Martin M-130 - восстановленный Mitsubishi A6M - Republic P-43 Lancer - Seversky P-35 - Vultee P-66 Vanguard Канада - Burnelli CBY-3 Австралия - Bristol Beaufort (австралийской сборки) - CAC Boomerang - CAC Woomera Великобритания - Short Sunderland V - Vickers Wellington IV | Франция - Bloch MB.176 - LeO 453 Финляндия - VL Myrsky Швеция - Saab 17 - Saab 18 - FFVS J 22 Югославия - Lisunov Li-3 (югославская версия советского Ли-2) Аргентина - I.Ae. 24 Calquin |

## Двигатель в экспозициях музеев

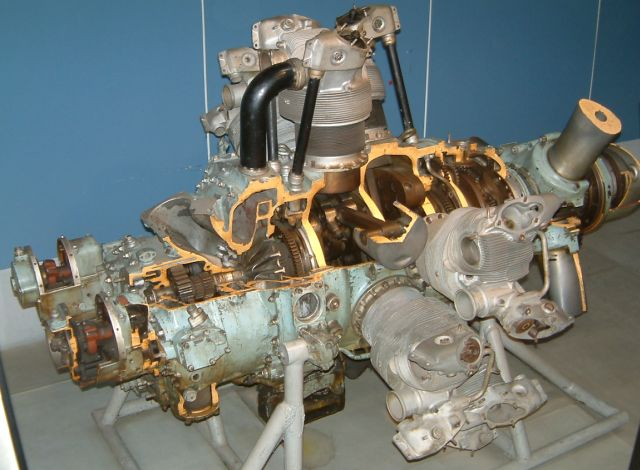
Двигатель Pratt & Whitney R-1830 "Twin Wasp" (в разрезе)

- R-1830-65 — Аргентинский государственный музей аэронавтики, Морон, Буэнос-Айрес, Аргентина;
- R-1830-86 — Авиамузей Новой Англии, при аэропорте Брэдли, Виндзор-Локс[англ.], Коннектикут[5];
- R-1830-90C — Национальный авиационный тематический парк Авиодром в аэропорту Лелистада, Нидерланды;
- R-1830-92 — Национальный музей воздухоплавания и астронавтики Смитсоновского института, Вашингтон, округ Колумбия[6];
- R-1830 — Северо-Западный музей классических автомобилей, Норвич, штат Нью-Йорк;
- R-1830 (разрезной) — Музей авиабазы Аризона, Меса (Аризона)[7].